# 129324 Johnweirich
129324 Johnweirich è un asteroide della fascia principale. Scoperto nel 2005, presenta un'orbita caratterizzata da un semiasse maggiore pari a 2,3501295 UA e da un'eccentricità di 0,2021005, inclinata di 3,14754° rispetto all'eclittica.